# 마틴 루이스 펄
마틴 루이스 펄(Martin Lewis Perl, 1927년 6월 24일 ~ 2014년 9월 30일)은 타우 입자를 발견한 공로로 1995년 노벨 물리학상을 수상한 미국의 물리학자이다. 1927년 뉴욕에서 태어났으며, 그의 부모는 러시아 폴란드 지역에서 미국으로 이민온 유태인들이었다.
1948년 뉴욕 브루클린의 브루클린 과학기술 대학을 졸업하였고 1955년 컬럼비아 대학교에서 박사 학위를 받았다. 그 후 미시간 대학교와 스탠퍼드 선형 가속기 센터(SLAC)에서 연구를 하였다.
미시간 대학교에 있을 때 펄과 로런스 존스(Lawrence W. Jones)는 새뮤얼 차오 충 팅의 공동 지도교수였는데, 팅은 1975년 노벨 물리학상을 받았다.
펄은 현재 미국의 과학자와 공학자(Scientists and Engineers for America)라는 첨단 과학을 장려하는데 중점을 둔 미국 정부 기관의 자문으로 있다. 2009년에는 세르비아의 베오그라드 대학교에서 명예 박사 학위를 받았다.

## 같이 보기
- 타우 렙톤